# کاستلسانتانجلو سول نرا
کاستلسانتانجلو سول نرا (به ایتالیایی: کاستلسانتانجلو) یک کومونه در ایتالیا است که در استان ماچه‌راتا واقع شده‌است.

## خصوصیات
کاستلسانتانجلو سول نرا ۷۱٫۲ کیلومترمربع مساحت و ۳۱۸ نفر جمعیت دارد و ۷۶۰ متر بالاتر از سطح دریا واقع شده‌است.